# 沖縄なう
『沖縄なう』は、2020年12月14日から琉球朝日放送で放送されているフィラー番組である。

## 概要
フィラー番組という性質から空き時間帯を利用して深夜帯に放送される。
沖縄県内の定点カメラからの夜景映像を背景に多様な音楽をBGMとして流す内容を主としている。
テレビ局固有のQABロゴのチャンネルロゴ表示の他には、テロップは番組タイトルの表示に限られ、時間帯によっては時計表示がされる程度である。
なお、日曜深夜も放送されるが、本社演奏所および嘉数送信所の大規模修繕工事あるいは国政選挙・自然災害警戒時などの終夜特番などにより不定期に放送されない場合がある。

### 使用される音楽
- GOD BLESS YOU
- Deep Blue
- ナイトクルージング
- せせらぎ
- Through the Night
- 四季の星座たち
- スローライフ
- 朝日が昇る_ロングバージョン
- Piano Walk
- 風がささやく
- Alone Street